# سایوز تی۱۲
سایوز-تی۱۲ (به روسی: Союз )(به معنای اتحاد) هفتمین مأموریت سرنشین دار سازمان فضایی شوروی به سمت ایستگاه فضایی سالیوت۷ و یکی از ماموریت های بازدید از خدمه سایوز تی۱۰ بود. این ماموریت یکی از ماموریت های مهم شوروی در رقابت با آمریکا بود.

روس ها با بررسی های انجام شده متوجه برنامه ریزی ناسا جهت انجام یک راهپمایی فضایی زنانه در طی ماموریت اس تی اس-۴۱-جی که قرار بود به زودی به فضا پرتاب شود شدند. بعد از این بررسی ها مقامات شوروی کاملاً بر پیشگام بودن در این مسئله و شکست رقیب خود در این موضوع متمرکز شدند. روس ها همچنین قرار بود نخستین خلبان فضاپیمای بوران، ایگور وولک را در این ماموریت و برای رعایت قانونی که فضانوردان را قبل از مسئولیت های مهم مجبور به کسب تجربه عملیاتی می کرد به فضا پرتاب کنند.

شوروی توانست سایوز تی۱۲ را با موفقیت به پایان رساند و سوتلانا ساویتسکایا تبدیل به نخستین زن فضانوردی شود که راهپیمایی فضایی انجام داده است.

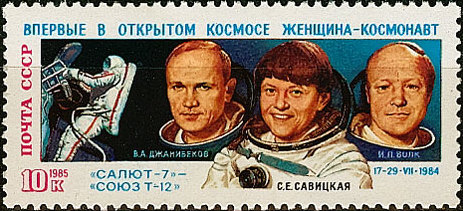
تصویر فضانوردان سایوز تی۱۲ روی تمبر

## خدمه مأموریت
| شماره | نام                | ملیت               | تعداد پرواز | نقش عملیاتی | تصویر |
| ۱     | ولادیمیر جانی‌بک‌اف  | اتحاد جماهیر شوروی | ۴           | فرمانده     |       |
| ۲     | سوتلانا ساویتسکایا | اتحاد جماهیر شوروی | ۲           | مهندس پرواز |       |
| ۳     | ایگور وولک         | اتحاد جماهیر شوروی | ۱           | محقق فضایی  |       |